# Заноли, Хенк
Хендрикус Антониус Заноли (нидерл. Hendrikus Antonius Zanoli; 21 апреля 1923, Ларен, Северная Голландия, Нидерланды — 9 декабря 2015, Гаага, Нидерланды) — нидерландский участник Движения сопротивления, Праведник мира (отказался от звания в 2014 году).

## Биография
Хенк Заноли родился 21 апреля 1923 года и был одним из шести детей в семье Хендрикуса Джуани Селестино Антониуса Заноли-старшего (10 июля 1896 — 12 февраля 1945) и Йоханны Якобы Заноли (урождённая Смит, 11 сентября 1897 — 31 марта 1981). Учился в юридической школе.
После оккупации Нидерландов нацистской Германией, в 1943 году отец Хенка был арестован и доставлен в концлагерь Амерхофт. Позже стало известно, что Заноли-старший был переведен в Маутхаузен в Австрии, где погиб 12 февраля 1945 года. Муж сестры Хенка был заключён в концлагерь Маутхаузен за участие в Сопротивлении и погиб там, невеста брата — еврейка была депортирована и не вернулась, а сам брат был казнён в дюнах за Гаагой.
После этого, с ведома и морального разрешения своей матери, Заноли, находясь под подозрением, вывез на поезде из Амстердама 11-летнего еврейского мальчика-сироту — Элханана Пинто, в село Еемнес в провинции Утрехт, где прятал его в течение двух лет. В 1945 году, после окончания Второй мировой войны, дядя мальчика взял его в еврейский детский дом, а в 1951 году он репатриировался в Израиль, сменив фамилию на Хамеири.
Долгое время Хенк работал адвокатом, затем прокурором в Верховном суде, а потом вышел на пенсию.

### Праведник мира
В 2011 году Хенк Заноли со своей матерью (посмертно) были награждены израильским мемориальным центром Яд-Вашем медалями Праведников мира.

### Отказ от звания Праведника мира
14 августа 2014 года Хенк Заноли отослал в посольство Израиля в Гааге сертификат и медаль Праведника мира с письмом лично послу Хаиму Давону с разъяснением мотивов своего поступка, где подчёркивается невозможность гордиться наградой, полученной от государства, виновного в гибели его близких, что было бы оскорблением для его матери и их семьи. Однако посольство от комментариев отказалось. В своём письме Заноли отметил, что:

После всех ужасов Холокоста моя семья решительно поддержала еврейский народ в отношении их стремления построить свой национальный дом. За более чем шесть десятилетий я, однако, постепенно стал осознавать, что сионистский проект с самого своего начала содержал в себе расистский элемент, заключавшийся в стремлении построить государство исключительно для евреев. Как следствие, этнические чистки в момент создания вашего государства и ваше государство продолжает подавлять палестинский народ на Западном берегу и в секторе Газа, живущий в условиях израильской оккупации с 1967 года. Действия Вашего государства в Газе в эти дни уже привели к серьёзным обвинениям в военных преступлениях и преступлениях против человечности. Единственный выход из трясины еврейский народ Израиля получит путём предоставления всем живущим под контролем государства Израиль тех же политических, социальных и экономических прав и возможностей.
Оригинальный текст (англ.)After the horror of the holocaust my family strongly supported the Jewish people also with regard to their aspirations to build a national home. Over more than six decades I have however slowly come to realize that the Zionist project had from its beginning a racist element in it in aspiring to build a state exclusively for Jews. As a consequence, ethnic cleansing took place at the time of the establishment of your state and your state continues to suppress the Palestinian people on the West Bank and in Gaza who live under Israeli occupation since 1967. The actions of your state in Gaza these days have already resulted in serious accusations of war crimes and crimes against humanity...The only way out of the quagmire the Jewish people of Israel have gotten themselves into is by granting all living under the control of the State of Israel the same political rights and social and economic rights and opportunities.

Внучатая племянница Заноли — заместитель главы дипломатической миссии Нидерландов в Омане Анжелика Эйджпе, является женой палестинского экономиста Исмаила Зияда, родившегося в лагере беженцев Бурейдж, у них трое детей. 20 июля 2014 года во время израильской военной операции «Нерушимая скала» в Секторе Газа, самолёт F-16 разбомбил дом их семьи, в результате чего были убиты шесть человек: мать Исмаила 70-летняя Муфтия, трое её сыновей Джамиль, Омар и Юсеф, жена Джамиля — Баян, их 12-летний сын Шаабан. Помимо этого сына, в семье было ещё пять детей, которые остались сиротами. Две других семьи, с двумя и четырьмя детьми соответственно, потеряли отцов. Посетивший их друг был также убит. ЦАХАЛ не ответил на запрос газеты «Haaretz» разъяснить, почему именно этот дом стал целью для атаки.
В секторе Газа одобрили решение Заноли. В частности, брат Исмаила, доктор и психолог Хасан Зияд сказал, что всегда восхищался им и его семьей за его борьбу против «дискриминации в целом и угнетения евреев», но «больно думать, что люди, которых вы защищали и боролись за них, стали злоумышленниками».
15 августа в беседе с журналистами Заноли пояснил, что действует «против государства Израиль, но не против израильтян», добавив, что никогда не выступал с критикой Израиля, «пока не узнал, что жертвами стали члены моей семьи», но «на этот раз их убивает не нацистская Германия, а еврейское государство». Он также сказал, что примет обратно медаль, «если еврейский народ Израиля предоставит всем тем, кто проживает под контролем государства Израиль, равные политические и социально-экономические права и возможности. Хотя это приведет к тому, что государство больше не будет исключительно еврейским, это будет государство с таким уровнем справедливости, что можно будет от него принять звание „Праведника мира“, присужденное мне и моей матери. Если это произойдет, представители Израиля могут связаться со мной или с моими потомками».